# ワークマン
株式会社ワークマン（英: WORKMAN CO.,LTD.）は、日本の群馬県伊勢崎市柴町に本社を置く日本企業。総合スーパーのベイシア、ホームセンターのカインズなどを擁する流通大手であるベイシアグループの一員で、主に現場作業や工場作業向けの作業服・関連用品の専門店として、日本最大手である。
関東地方を中心に北海道から九州にかけて、フランチャイズ展開しているチェーンストアである。東証スタンダード市場TOP20の構成銘柄。JPX日経インデックス400の構成銘柄。キャッチコピーは「やる気ワクワク、ワークマン」。

## 概要
作業服の市場規模は法人6割・個人4割であるが、法人向けは競合他社が多く競争が熾烈で、1着注文や在庫管理などアフターサービスも負担となるため、あえて法人市場を捨て個人向けに特化しているのがワークマンの特徴である。本社の「法人営業部」には3人しか配置されておらず、業務も業界の情報収集であり、営業活動は行っていないという。個人向け作業服の競合他社は零細業者のため、大手のワークマンは事実上市場を独占している。新入社員は直営店で2年間店長を経験するが現場を学ぶためであり、本部の業務は企画や経営サポートに特化し販売職は募集していない。
2020年8月現在、日本全国に880店舗を擁し、上述のとおり工場・土木・建築現場向け用品の専門店としては、日本最大の売上高を誇る。2020年11月、宮崎県に出店し、全47都道府県への出店を達成。
機能と低価格を両立させるため、海外工場の閑散期に生産し、流通のスピードを求めないことでコストを抑えている。コストパフォーマンスの高さから「ユニクロの作業服の店版」とも呼ばれるが、売上高営業利益率は8%と高い。これは、主力購買層である現場作業員の勤務時間にあわせた営業時間の設定、メーカーとの技術提携・共同開発によるプライベートブランドの展開による営業努力、企業リソースを「個人向け・低価格・高機能」に集中した結果である。ワークマンでは「商品は全て作業服」という考えから、利益率を上げるために価格を引き上げると「低価格・高機能」のイメージが崩れるため、商品や為替にかかわらず低価格帯を維持している。
メーカー側にとっては、共同開発は世界に提携先を探すなどのリスクを抱えるものの、ワークマンは全国規模の販売網を持ち、売れ残りのメーカー返品といった、従来の商慣行の排除を行っているなど、メーカー側にとってのメリットも大きい。基本的に値引きは行わず、98%は定価で販売されている。値引きされる2%の商品は終売間近になった非定番品、3LやSSなどの「端サイズ」が終売になる際のみである。一方で売れ残りを発生させないために生産量を抑えていることから、一部の商品に関しては再生産までに時間がかかる。
本来のユーザーである野外での建設・土木作業や工場作業に従事するブルーカラー向けの高機能な製品が安価に販売されていることから、一部のインフルエンサーが目を付け、ソーシャル・ネットワーキング・サイトの口コミで広まり、オートバイの愛好家がライダースーツとして作業服や安全靴を利用したり、厨房用に開発された極めて滑りにくいソール（靴底）を備えた靴の安全性に注目した妊婦が購入するなど、想定していなかったユーザーが開拓された。これを受けてワークマンでは既存の製品のデザインを改良したり、オートバイやアウトドアなどに最適化した製品の開発を開始した。先発の専門メーカーと比較しても機能的に劣らないが、作業服と同じ価格設定を維持しているため売り上げが伸びている。
近年ではSNSを意識したアンバサダーマーケティングを開始したが、元鳶職や猟師など本来のユーザーに近い立場の人間を起用している。新作作業服のファッションショーを開催しているが、機能性をアピールするため大雨や強風など再現するのが定番となっている。
本来のユーザーである職人は、服はワークマン、工具はホームセンターで購入する傾向にあったことから、一部の店舗で工具の取り扱いを強化し取り込みを図っている。
「WORKMAN Plus（ワークマンプラス）」は、この動きに対応すべくカジュアル色を強める形で生み出された新業態店舗で、その第1号店は2018年（平成30年）9月5日にららぽーと立川立飛（東京都立川市泉町に所在）内に開店し、その後、着実に数を増やしている（cf. 営業所）。2020年からは、新たに加わった女性ユーザー層を取り込むべく、作業服を扱わず女性層向きの商品を中心とした店作りを行う新業態「#ワークマン女子」を、神奈川県横浜市中区桜木町のコレットマーレに出店し、今後はショッピングセンターを中心に展開する。2022年からは、それまで来なかった女性客や一般客が増えたことで混雑したことから、既存の客層に特化した新業態「WORKMAN Pro」を開始、東京都板橋区前野町に第一店舗が2021年12月にオープンした。
作業靴や安全靴など業務用の製品を中心としながら靴の国内市場4位の売り上げである。2019年まで靴の売り上げ額は横ばいであったが「WORKMAN Plus」以降はカジュアル靴の売り上げが伸びたことで増額している。2022年6月には池袋サンシャインシティにカジュアル靴専門店「ワークマンシューズ」をオープンした。カジュアル靴ではあるが、靴擦れ対策など作業靴と同じく機能性を起点として開発するなど、作業靴のノウハウを取り入れている。一方で靴は0.5cm刻みの商品であることから在庫管理が難しく、本業である作業靴の棚を圧迫することもあり、本格参入には慎重であった。
以前から難燃素材の作業服が焚き木をするキャンプ愛好家に売れるなどしていたが、2022年2月からは本格的なキャンプ用品の販売を開始した
取締役として中途入社した土屋哲雄は、個人向け作業服の市場がブルー・オーシャンであり、独占的な地位にあるワークマンはファイブフォースを全て満たす会社だと分析している。土屋はさらに労働環境の改善や市場への集中などを目指す「しない経営」、全社員がExcelによる簡単なデータ分析の手法を学ぶ「エクセル経営」などの改革で効率化を進めている。作業服は安定した市場であったことから、土屋が「エクセル経営」を始めるまでは販売数や在庫数を集計せず「感と経験」に頼った経営が30年以上続いていたという。土屋は担当者に高度なスキルが必要なAI分析の導入に否定的であったが、エクセル経営の浸透や2021年から開始したデータ分析の社内資格などで人材が揃ったため、2022年からはソニーのAI予測分析ツール「Prediction One」を導入した。
女性向け事業を強化やユーザー目線を商品開発に活用するため、創業以来初の女性取締役としてアンバサダーの濱屋理沙を起用すると発表した。
ベイシアグループに属しているが、同グループは一部企業を除き、株式の持ち合いなどによって、基本的にグループ内での親子関係を持たずに存在しており、ワークマンもその形態を取っている。ただし、間接保有株式なども含めた関係性により、株式会社カインズ（直接保有第3位株主）が親会社等にあたる「その他の関係会社」、カインズ及び株式会社ベイシアの会長ほか、カインズグループの要職に就いている土屋裕雅（直接保有第2位株主）が「支配株主」と位置付けられている。

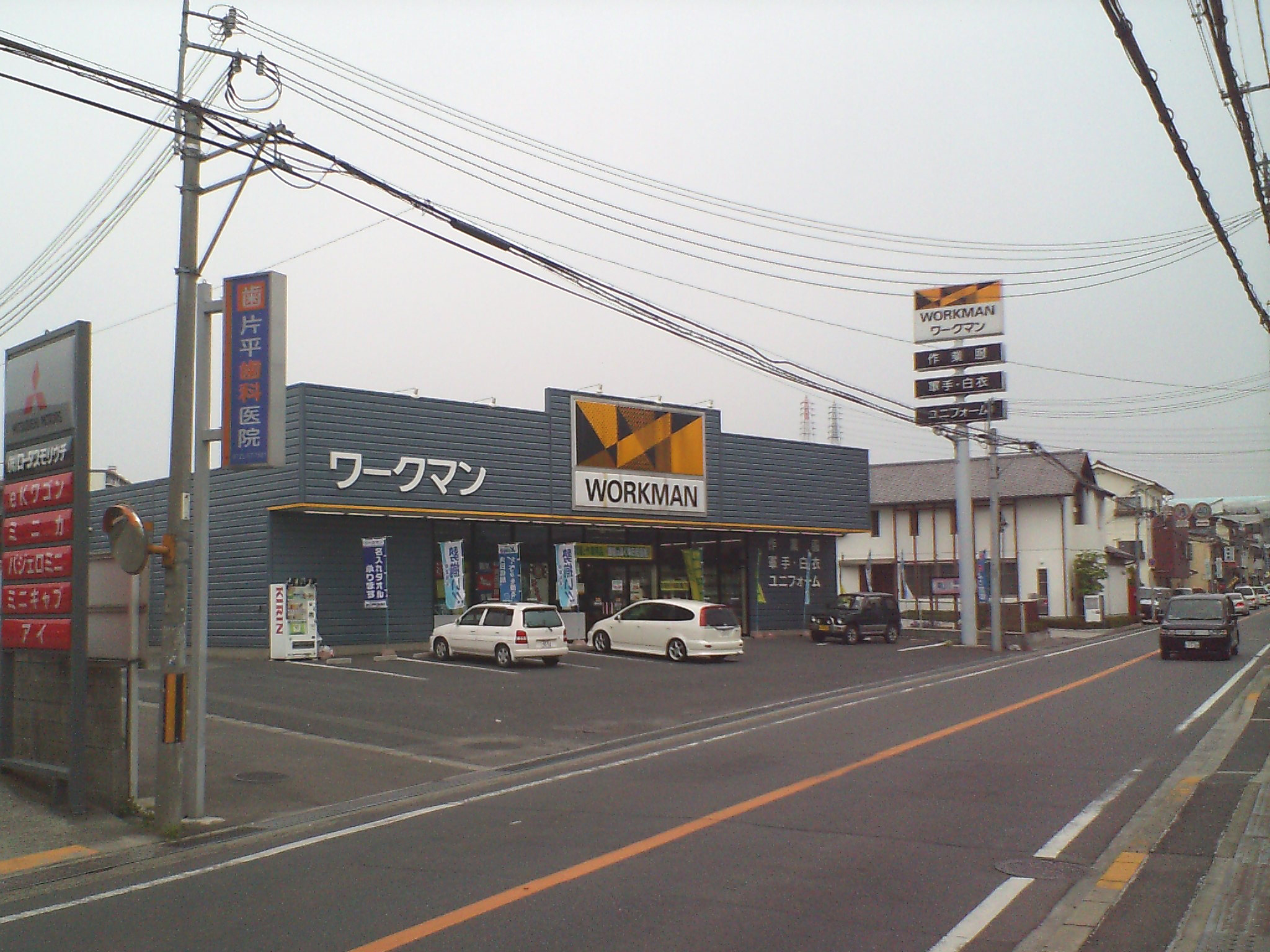
ワークマン 和泉中央店
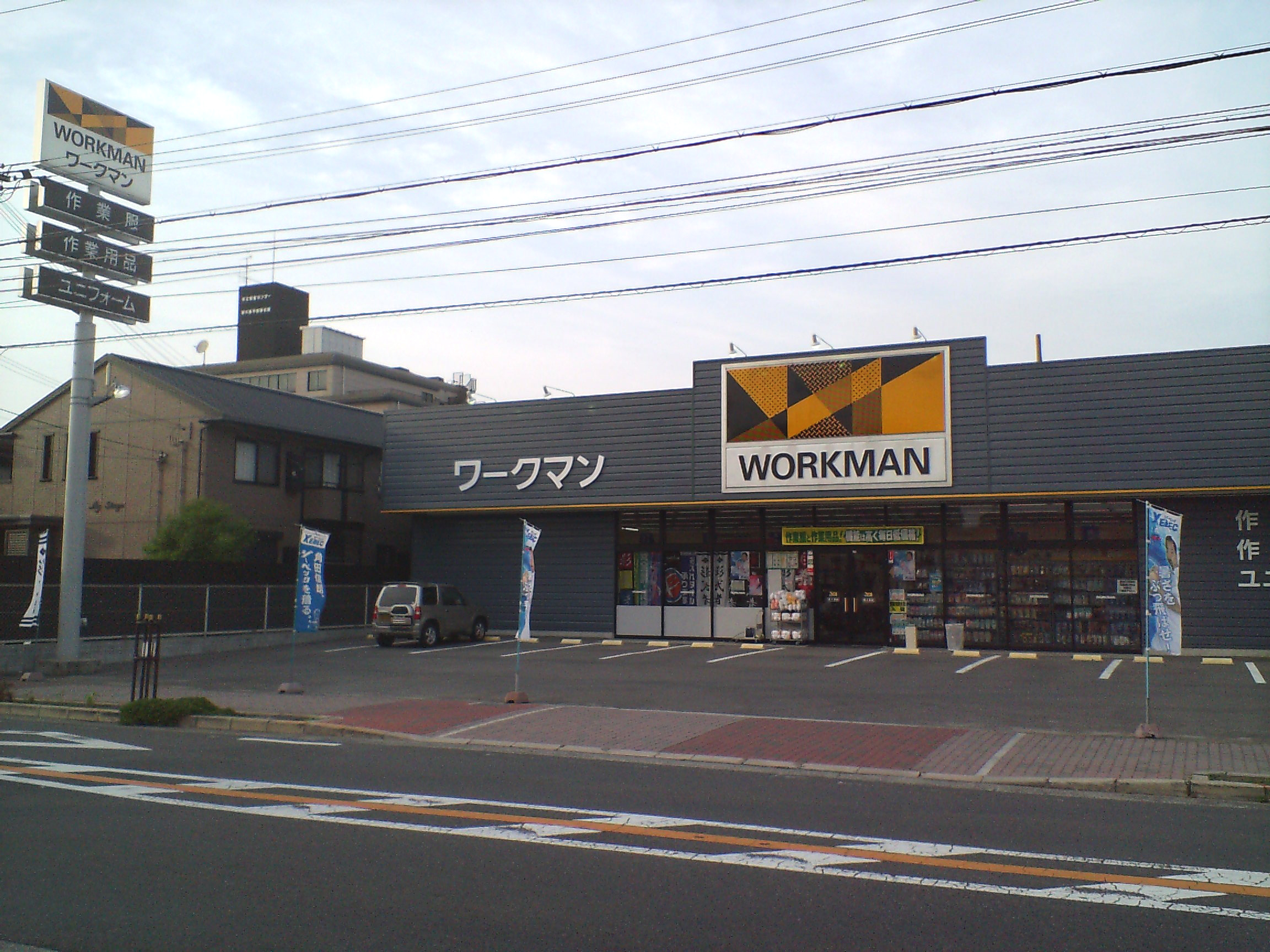
ワークマン 泉大津店
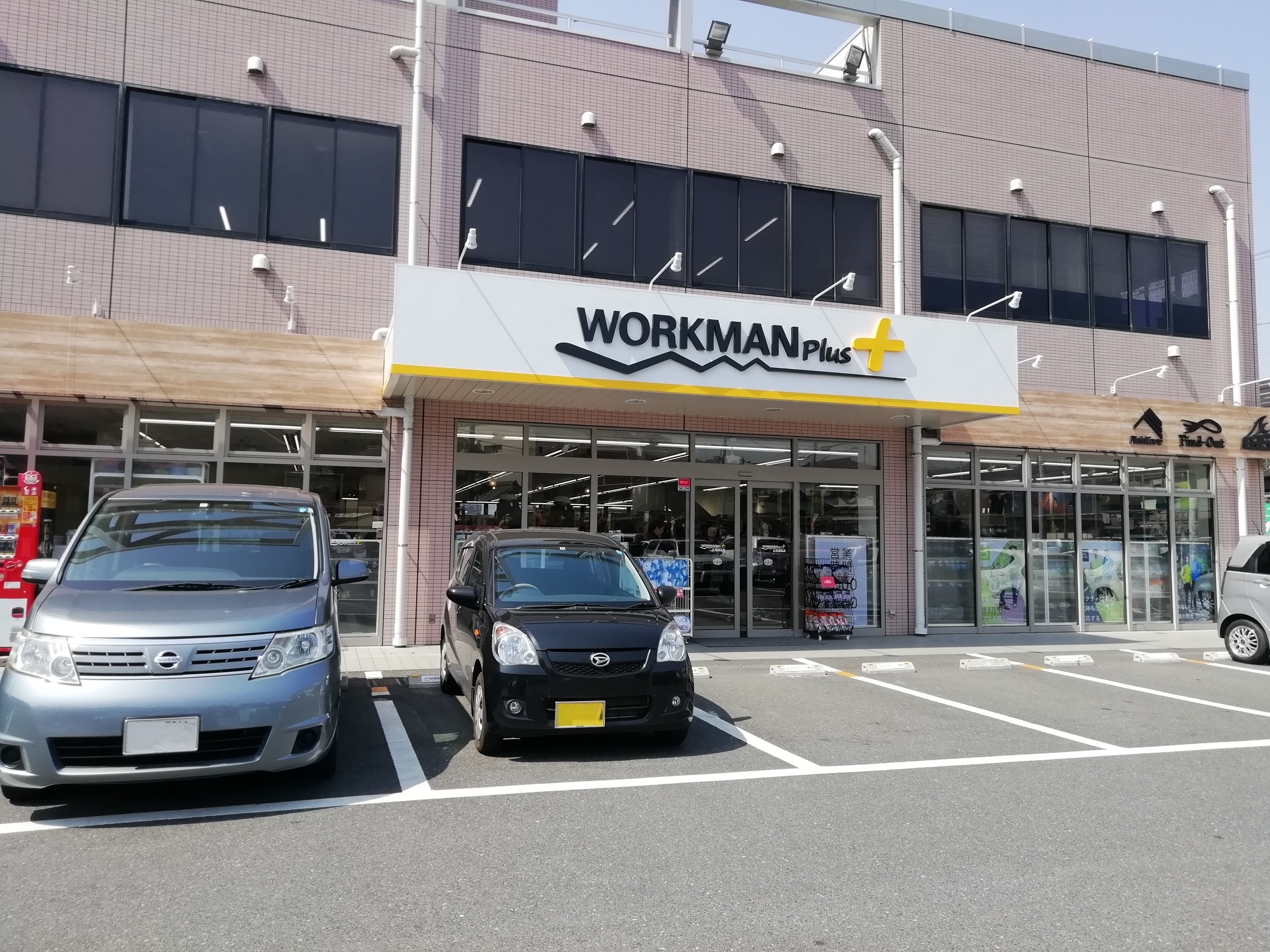
WORKMAN Plus 広島温品店
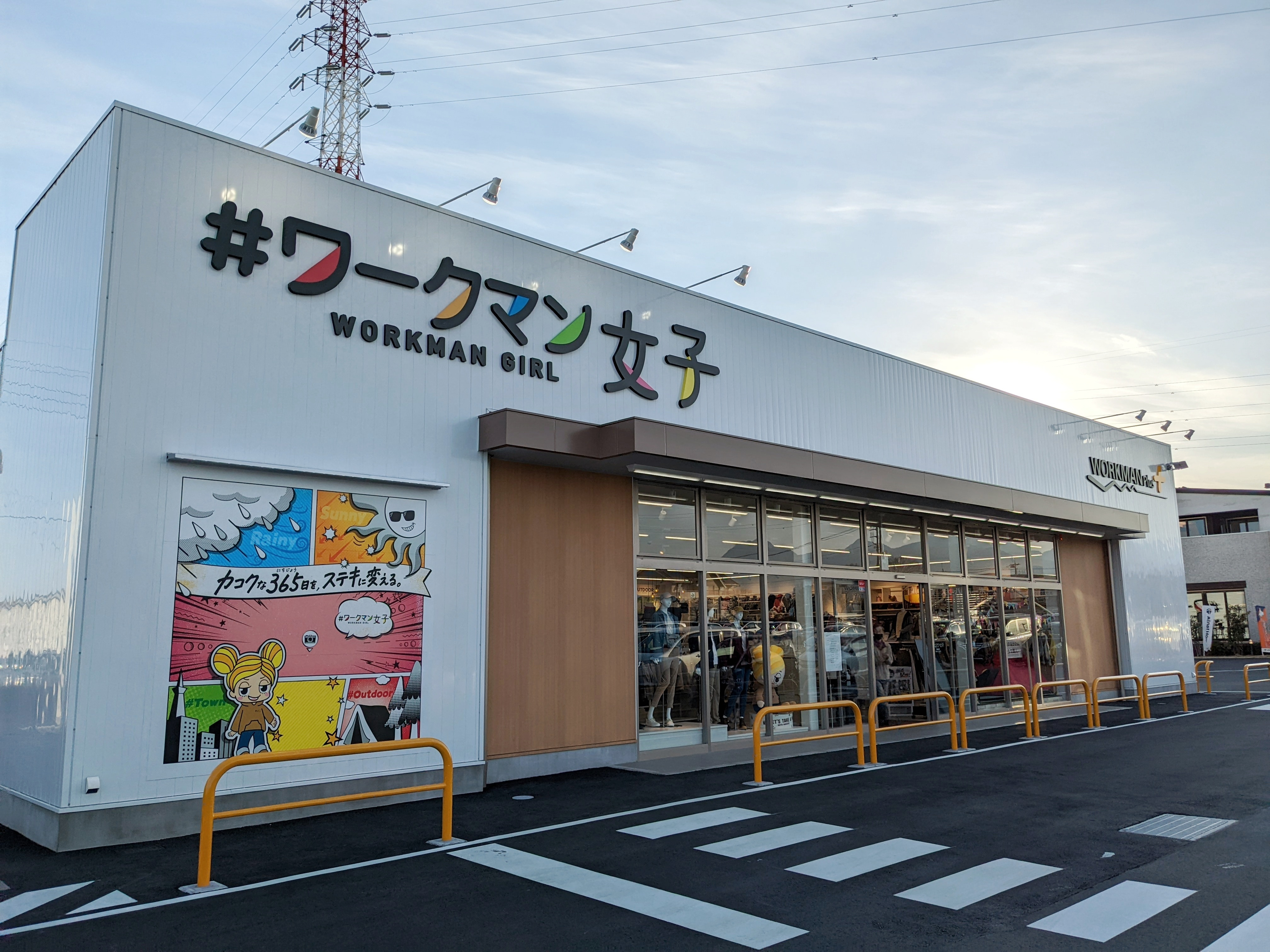
ワークマン女子 前橋吉岡店

## 施設
- 事務所
  - 本社 - 群馬県伊勢崎市柴町1732[2][gm 1]。
  - 関東信越本部 - 本社ビル内[2]。
  - 東京本部 - 東京都台東区東上野4-8-1 TIXTOWER UENO 11階[2][gm 2]。
  - 地区本部 - 岩手・宮城・茨城・栃木・群馬・千葉・神奈川・新潟・長野・岐阜・静岡・愛知・滋賀・大阪・広島・福岡[30]。
- 製品開発センター - 東京本部ビル内[30]。
- 物流センター
  - 伊勢崎倉庫 - 群馬県伊勢崎市柴町。最も古くからある物流拠点で、伊勢崎流通センター（2代目）の新設に伴って「伊勢崎流通センター」から現在名に改称された[31]。
  - 伊勢崎流通センター[32] - 群馬県伊勢崎市田中町1059-1[33]。2017年（平成29年）2月20日操業開始[33][31]。
  - 竜王流通センター[32] - 滋賀県蒲生郡竜王町大字小口1130-1。2013年（平成25年）5月操業開始[34]。
- 営業所 - 北海道から沖縄県まで46都道府県に展開[2]。2020年3月末時点で全868店舗[2][35]（最も多いのは埼玉県の77店舗[35]）。同年7月末時点で全880店舗（そのうち、WORKMAN Plus店は69店舗）[36]。

## 沿革
- 1979年（昭和54年）11月30日[2] - 群馬県伊勢崎市にて創業との情報があるも[2][37]、詳細は不明。
- 1980年（昭和55年） - 「職人の店 ワークマン」として群馬県に1号店を開業[11][38]。店の看板は青白赤であった[11]。
- 1982年（昭和57年）8月19日 - 株式会社ワークマンの設立[2]。
- 1986年（昭和61年）10月 - 群馬県伊勢崎市柴町1732にて[37]本部棟が竣工し、本部を移転する[38][37]。
- 1988年（昭和63年）
  - 1月 - 東京都台東区にて、東京本部の開設[37]。
  - 月日未確認 - 100店舗を達成[38]。
- 1989年（昭和64年/平成元年） - POSシステムの導入[38]。
- 1991年（平成3年）1月 - 東京都台東区東上野4-8-1に東京本部ビルが竣工し[37]、東京本部を移転[38]。
- 1994年（平成6年）4月 - 伊勢崎流通センター（初代）の増床[37]。
- 1995年（平成7年）5月 - 愛知県小牧市にて、小牧流通センターが操業開始[37]。
- 1997年（平成9年）9月[37] - 日本証券業協会店頭市場（現・JASDAQ）にて株式を公開[38]。
- 1998年（平成10年）11月 - 埼玉県川口市弥平にて、第400号店「川口弥平店」の開店[37]。
- 2000年（平成12年）11月 - 奈良県大和郡山市小林町にて、第500号店「大和郡山店」の開店[37]。
- 2002年（平成14年）12月 - 千葉県船橋市みやぎ台にて、第600号店「船橋三咲店」の開店[37]。
- 2004年（平成16年）
  - 1月21日 - ワークマン企業CMソング『風に吹かれて…』が吉幾三の8cmCDシングル『男ってやつは…』収録曲として発売される。
  - 12月 - JASDAQ証券取引所に上場[37][38]。
  - 月日未確認 - 新POSシステムの導入[38]。
- 2006年（平成18年）5月 - 宮城県仙台市太白区西多賀にて、第700号店「仙台西多賀店」の開店[37]。
- 2007年（平成19年） - 伊勢崎流通センター（初代）の増床、小牧流通センターの増床[38]。
- 2009年（平成21年）
  - 3月期 - リーマン・ショック後に建設工事が減少して需要が低迷し[20]、減収減益となる[20]。
  - 12月 - 栗山清治が代表取締役社長に就任[5]。
- 2010年（平成22年）
  - 10月期 - 減収減益が続く[20]。しかしその後は、栗山社長の下で8期連続の増収増益を達成する[注 2]。
  - 4月 - JASDAQ証券取引所と大阪証券取引所の合併に伴い、大阪証券取引所JASDAQスタンダード市場に上場[37][38]。
- 2012年（平成24年） - 700店舗の達成[38]。
- 2013年（平成25年）
  - 5月以前 - 東京証券取引所JASDAQスタンダード市場に上場[38]。
  - 5月 -  滋賀県蒲生郡竜王町にて、竜王流通センター[32]が操業開始[34][38]。
  - 7月 - 竜王流通センターの新設に伴い、小牧流通センターは廃止される[37]。
- 2014年（平成26年）3月 - 愛媛県今治市大新田町にて、第900号店「今治北インター店」の開店[37]。
- 2015年（平成27年）3月31日 - この時点で全国に749店舗を展開[35]。
- 2016年（平成28年） - 吉幾三を起用した企業CMの放映が終了し[20]、新業態店「WORKMAN Plus（ワークマンプラス）」を念頭に置いたカジュアルなCM展開が始まる[20]。
- 2017年（平成29年）
  - 2月20日 - 群馬県伊勢崎市田中町にて、新たな物流拠点として伊勢崎流通センター（2代目）が操業開始[33][31]。それまで稼働していた同市柴町の旧「伊勢崎物流センター」は「伊勢崎倉庫」へ改称し、一体運営を図ることとなった[37][31]。
  - 3月31日 - この時点で全国に797店舗を展開[35]。
- 2018年（平成30年）9月5日[17][18] - ららぽーと立川立飛（東京都立川市泉町に所在）内にて、新業態店「WORKMAN Plus（ワークマンプラス）」の第1号店「WORKMAN Plus ららぽーと立川立飛店」の開店[19][9][gm 3]。
- 2019年（平成31年/令和元年）
  - 3月31日 - 栗山清治が代表取締役社長を退任[3][4][5][6]。この時点で全国に837店舗を展開[35]。
  - 4月1日 - 小濱英之（当時49歳）が代表取締役社長に就任[3][4][5][6]。
  - 9月25日 - この時点で全国に848店舗を展開（そのうち、WORKMAN Plus店は69店舗）[36]。
- 2020年（令和2年）
  - 2月28日 - ワークマン楽天市場店が閉店[39]。
  - 10月16日 - 横浜市のショッピングモール・コレットマーレ内に、新業態店「#ワークマン女子」の第1号店が開店。
- 2021年（令和3年）
  - 6月17日 - 千葉県流山市向小金に「#ワークマン女子」の郊外型店舗第1号店となる南柏店が開店。
  - 12月2日 - 東京都板橋区前野町に「WORKMAN Pro」の第1号店となる板橋前野本通り店が開業。

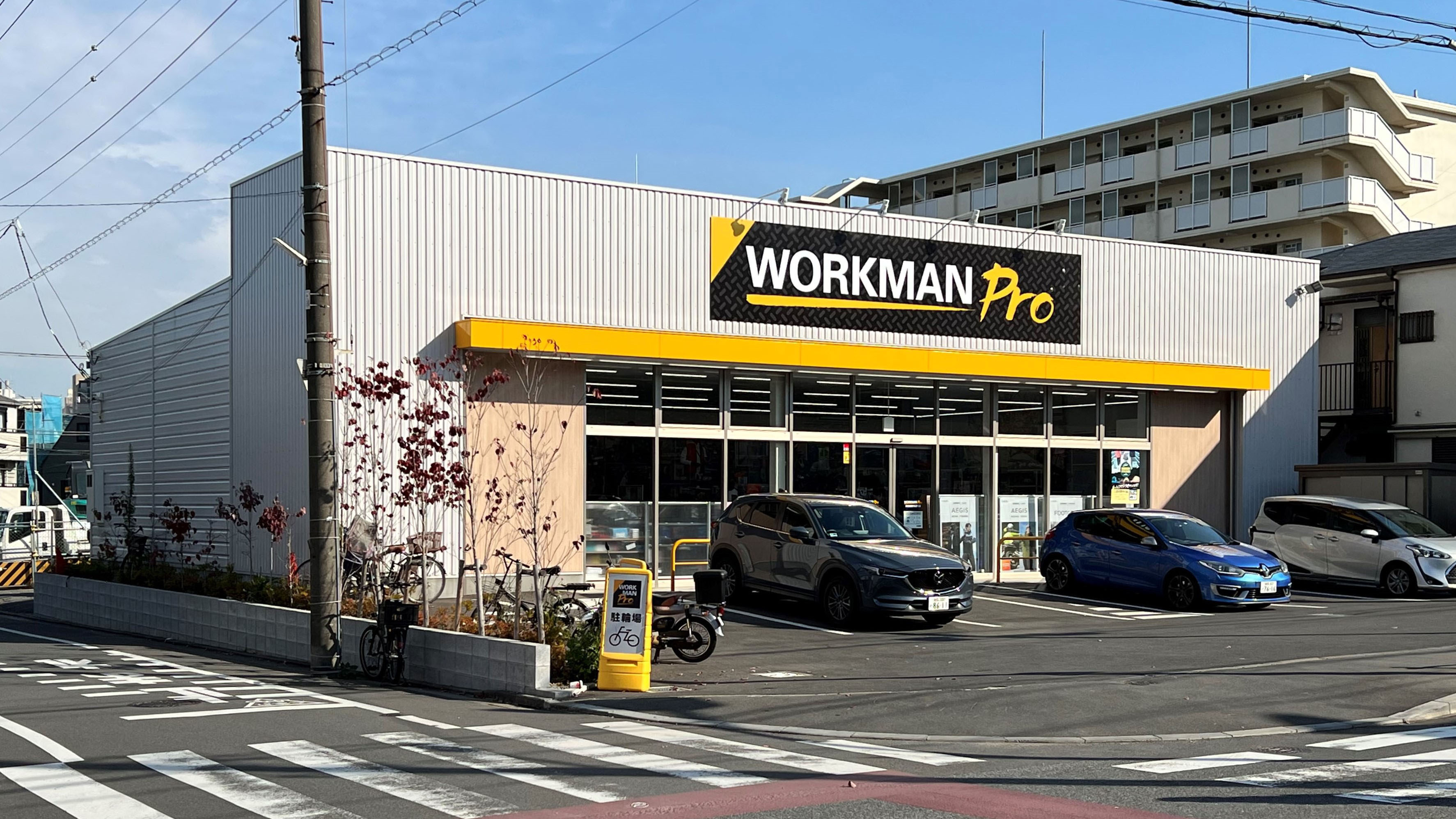
板橋前野本通り店

- 2024年（令和6年）2月22日 - 「ワークマンキッズ（Workman Kids）」をスタート。第1号店を、新店舗「ワークマン女子イオンモール沖縄ライカム店」に併設[40]。
- 2025年（令和7年）
  - 1月23日 - 「#ワークマン女子」の屋号を「Workman Colors（ワークマンカラーズ）」に順次切り替えることを発表[41]。
  - 3月6日 - 芸能事務所 LDH JAPAN との協業による新ブランド「ZERO-STAGE」を展開開始。監修は発表：EXILE TAKAHIRO[42]。

## 代表取締役社長
- 栗山清治（くりやま きよはる[3]）
  - 1954年（昭和29年）11月 - 千葉県佐原市（現・香取市）に生まれる[43]。
  - 1978年（昭和53年） - 京都府立大学文学部を卒業[43]。
  - 1979年（昭和54年） - 株式会社シノヤに入社[43]。
  - 1985年（昭和60年） - 株式会社ワークマンに入社[43]。
  - 2009年（平成21年）12月 - 代表取締役社長に就任[43][5]。
  - 2019年（平成31年）3月31日 - 代表取締役社長を退任[6]。
- 小濱英之（こはま ひでゆき[6]）
  - 1969年（昭和44年）7月8日 - 群馬県に生まれる[6]。
  - 最終学歴 - 高崎商科短期大学商学科[6]。
  - 1990年（平成2年）3月 - 株式会社ワークマンに入社[6]。
  - 2003年（平成15年）5月 - 商事部長代理に就任[6]。
  - 2009年（平成21年）5月 - 商事部長に就任[6]。
  - 2014年（平成26年）6月 - 役員待遇商品部海外商品部長に就任[6]。
  - 2016年（平成28年）6月 - 執行役員商品部長に就任[6]。
  - 2017年（平成29年）
    - 3月 - 執行役員スーパーバイズ部長に就任[6]。
    - 6月 - 取締役スーパーバイズ部長に就任[6]。

  - 2019年（平成31年）4月1日 - 代表取締役社長に就任[6]。

## 広告宣伝
演歌歌手・吉幾三を長くCMモデルとして起用し続けた。創業時からの顧客層であるブルーワーカー（ブルーカラーの職業従事者）に向けた内容となっている。企業コマーシャルソング『風に吹かれて…』も作られ、作詞・作曲ともに吉が担当した。最後に「行こうみんなでワークマン♪」と歌い上げるものである。テレビCMは2バージョンが存在し、一つは、吉が様々なブルーワーカーに扮して歌い上げるものである。『風に吹かれて…』は、2004年（平成16年）1月21日に発売された8cmCDシングル『男ってやつは…』に収録されている。
東海ラジオでオンエアされるCMに限っては宮地佑紀生と神野三枝が起用された。吉のバージョンとは違ってCMの最後は「やる気わくわくワークマン♪」で締める。また、宮地は一時期、『特選朝いち どですか!』出演時の衣装としてワークマン製のつなぎを着用していた。東海地方担当のバイヤーがラジオ番組『宮地佑紀生の聞いてみや〜ち』の人気・面白さなどをワークマンの社長に伝えたところ、社長が気に入り、同番組でラジオCMを放送し始めるようになったという。
顧客層に大きな変化が生じた2016年（平成28年）、吉幾三を起用した旧来のCMは終了し、新たな顧客層である一般消費者（女性を含む）に向けたCM展開が始まった。旧来のCMは企業イメージを前面に押し出した内容であったが、新たに始まったCMは、カジュアルなアウトドアウェアを着た若者が軽快に走り、商品が具体的に紹介されるものになった。
公式アンバサダーには元鳶職人やアウトドア関係者など、実際に商品を利用している人間を起用している。

## テレビ番組
- 日経スペシャル カンブリア宮殿（テレビ東京）
  - 働く人を幸せにする！ 職人から主婦まで殺到！異色の衣料チェーン（2018年2月22日）[45]
  - 危機に打ち勝つ！ アパレル業界に旋風を巻き起こす作業服専門店（2020年12月17日）[46]

## 特記事項
東海ラジオのアナウンサー・源石和輝は、2005年日本国際博覧会（愛・地球博）の開催期間中、番組『源石和輝美味時間・万博三昧』でワークマン製のオレンジ色のつなぎを着用し、会場内から放送を届けていた。
『うさぎドロップ』の実写映画版（2011年公開）では、伊勢崎市にあるワークマンの本社ビルや工場がロケ地として使用された。
本社が在る位置は、かつてバイカーの聖地だった場所である。